# Democratici per il Liechtenstein
Democratici per il Liechtenstein (in tedesco Demokraten pro Liechtenstein; abbreviato DpL), è un partito politico del Liechtenstein.
È stato fondato dagli scissionisti del partito degli Indipendenti nel settembre 2018, il partito inizialmente occupava tre seggi nel Landtag del Liechtenstein.
Ha ottenuto l'11,1% dei voti e due seggi nelle elezioni parlamentari del 2021.

## Posizioni politiche
Il DpL, insieme agli Indipendenti (DU), viene considerato ideologicamente populista di destra.
Ha posizioni scettiche nei confronti dell'integrazione europea e dell'immigrazione.

## Risultati elettorali

### Elezioni del Landtag
| Elezione | Voti   | %    | Seggi  |
| -------- | ------ | ---- | ------ |
| 2021     | 22.456 | 11,1 | 2 / 25 |
| 2025     | 48.370 | 23,3 | 6 / 25 |